# Lípy ve Svaté Magdaléně
Lípy ve Svaté Magdaléně je skupina dvou lip – velkolisté a malolisté – památných stromů, registrovaných pod číslem 106142 v ústředním seznamu ochrany přírody AOPK. Lípy rostou v lokalitě Svatá Magdaléna v nadmořské výšce 895 m, v katastrálním území města Volary v okrese Prachatice. Oba stromy jsou významnou krajinnou dominantou a jsou cenné svým věkem a vzrůstem. 

## Základní údaje
- název: Lípy Sv. Magdaléna[1]
- druh: lípa velkolistá (Tilia platyphyllos Scop.) a lípa malolistá (Tilia cordata Mill.)[1]
- obvod (v 1,3 m): 464 cm a 510 cm[3]
- výška: 27 m a 23 m[3]
- šířka koruny: 10,5 m a 16 m[3]
- výška koruny: 24,5 m a 22 m[3]
- ochranné pásmo: ze zákona, tj. ve tvaru kruhu o poloměru desetinásobku průměru kmene měřeného ve výši 130 cm nad zemí

- věk: přes 200 let
- památný strom ČR: od 26. září 2016[1]
- umístění: kraj Jihočeský, okres Prachatice, obec Volary, lokalita Svatá Magdaléna

## Stav stromu a údržba
Oba stromy jsou v dobrém zdravotním stavu, bez napadení dřevokaznými houbami.

## Památné stromy v okolí
- Klen u Svaté Magdalény
- Alej Zlatá stezka

## Galerie

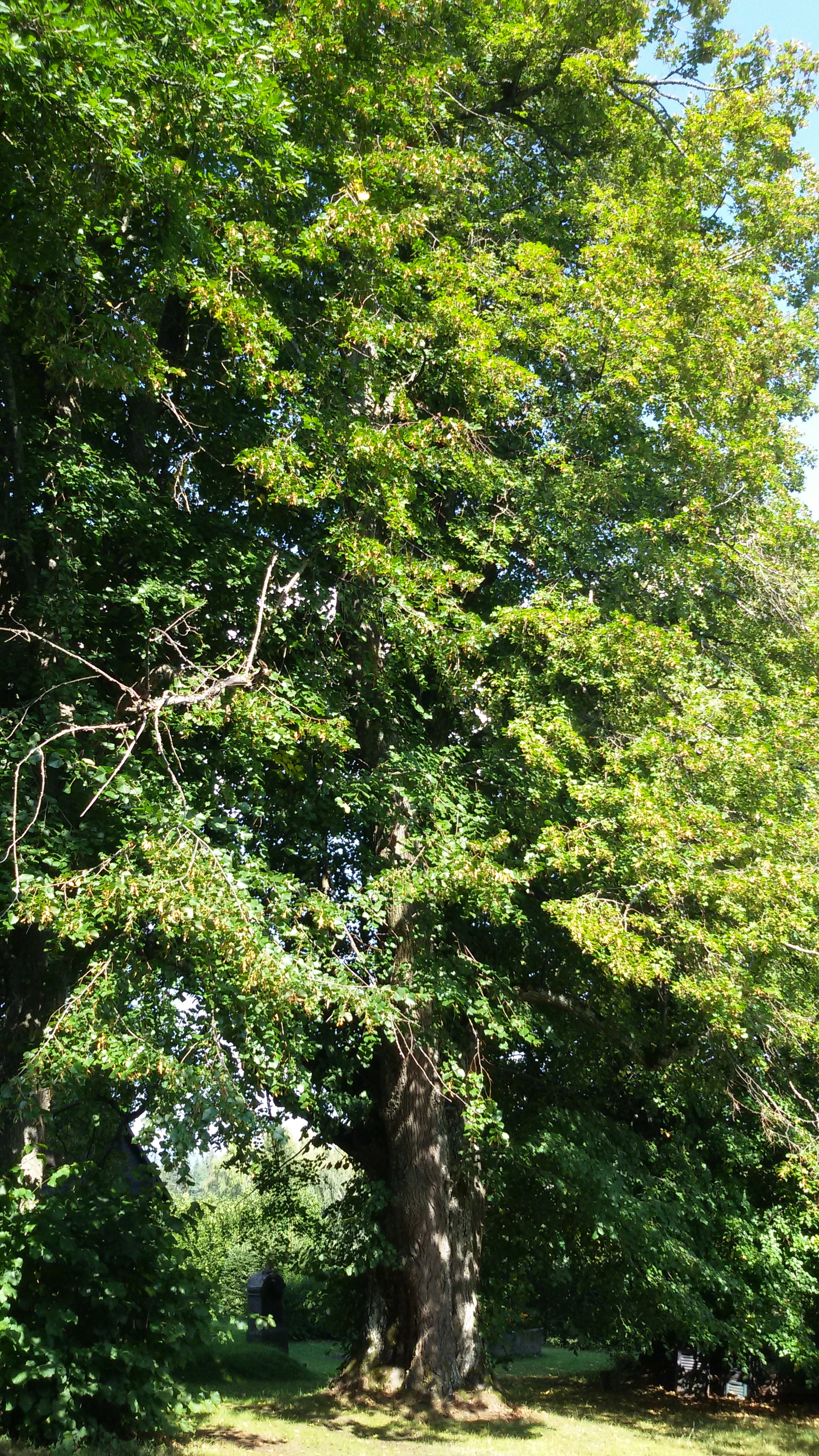
Lípa č. 1
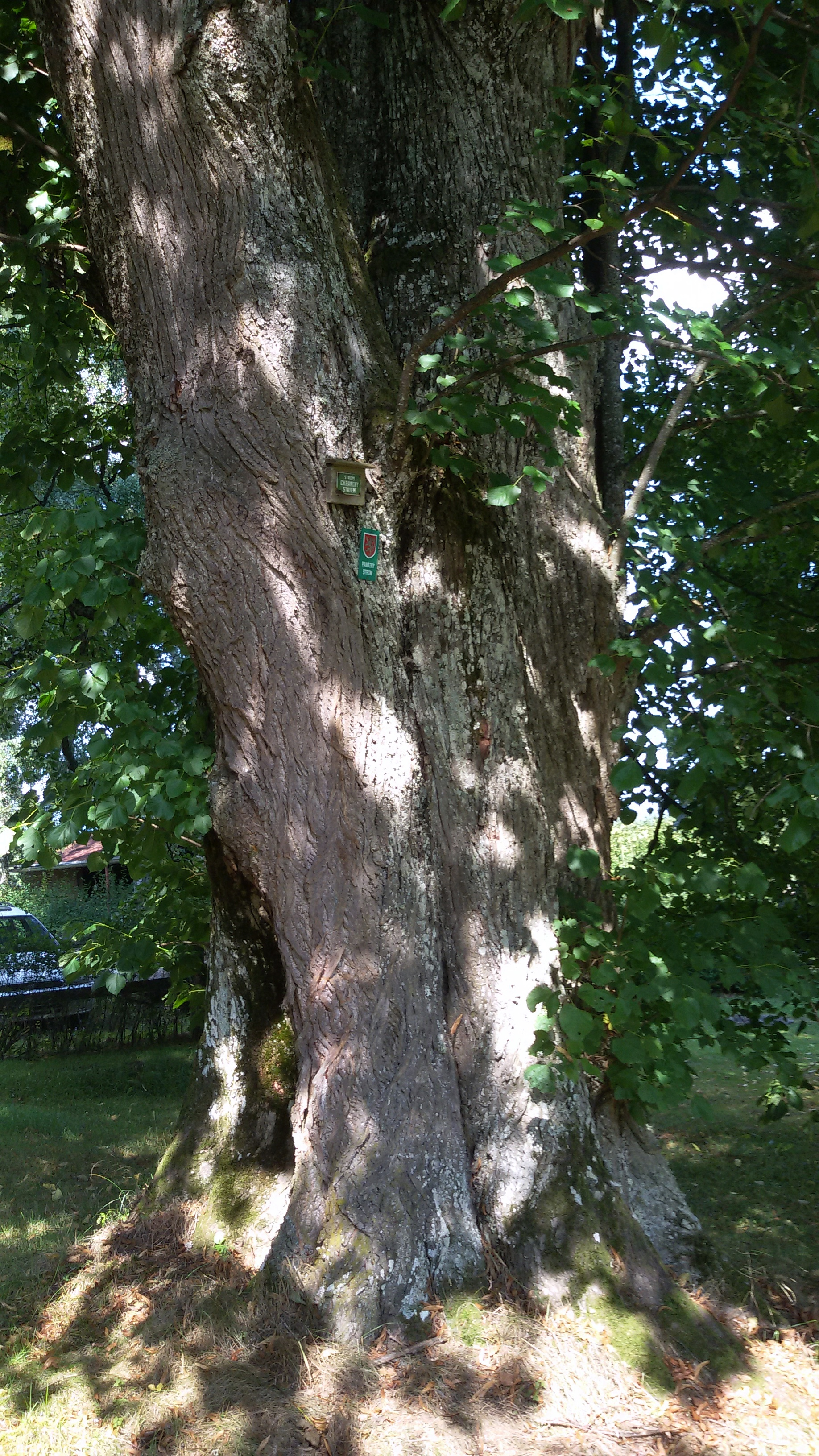
Lípa č. 1 kmen
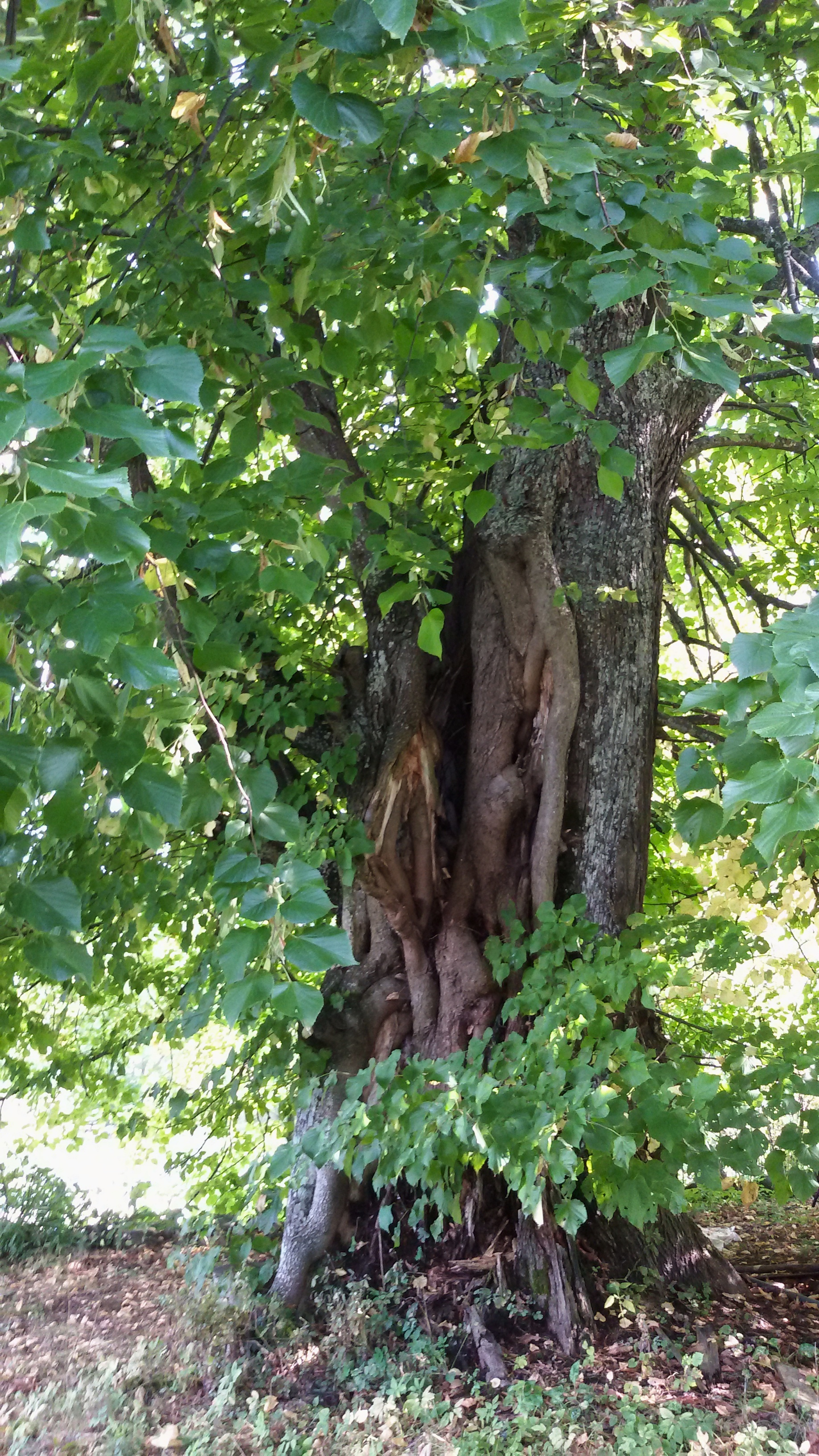
Lípa č. 2
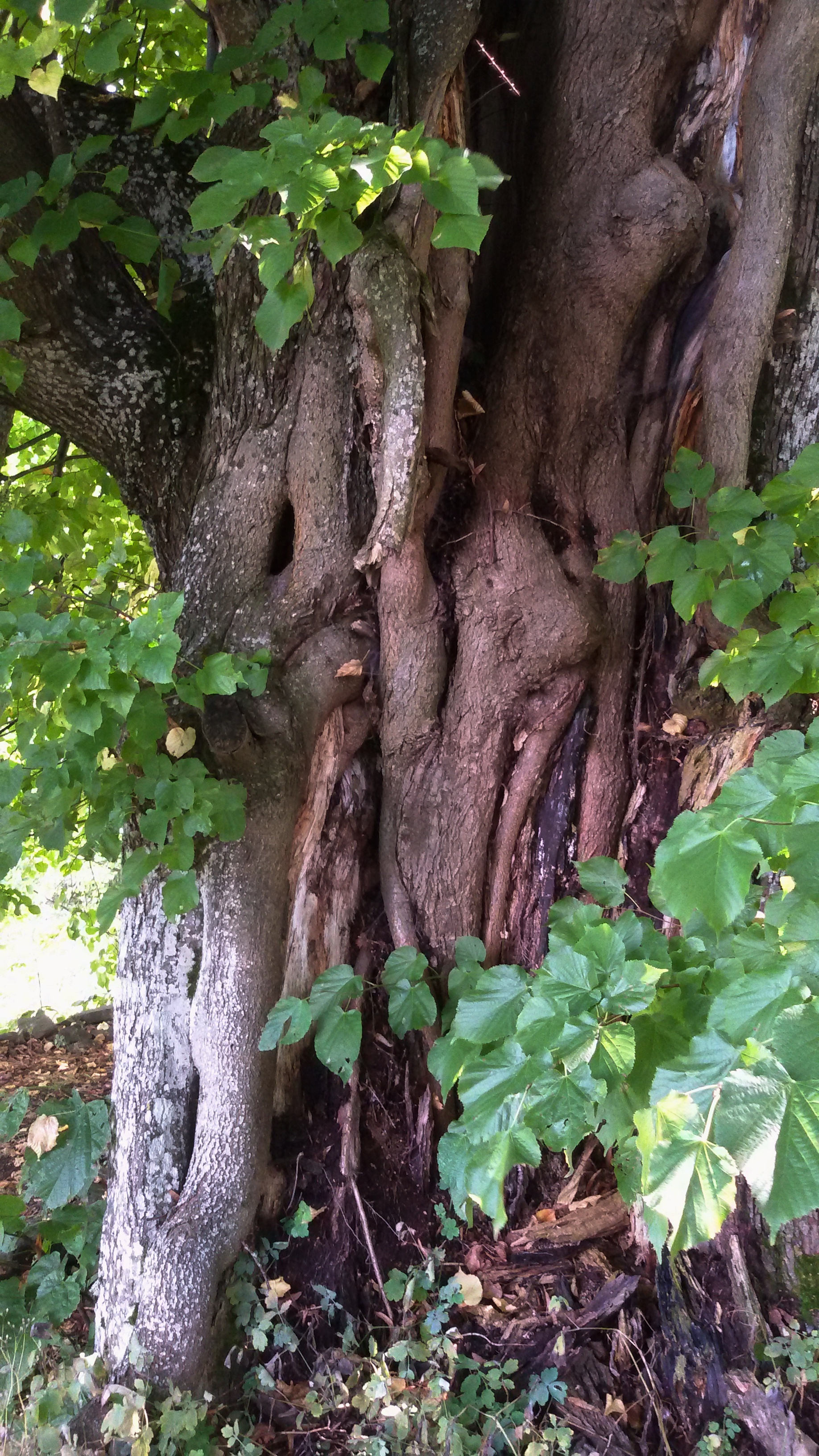
Lípa č. 2 detail kmene